# Little Falls (Minnesota)
Little Falls è una città degli Stati Uniti d'America, situata in Minnesota, nella Contea di Morrison, della quale è anche il capoluogo.
Dal 1890 vi si trova la casa-madre e generalizia delle Suore Francescane di Little Falls.

## Amministrazione

### Gemellaggi
Dal 1987 Little Falls è gemellata con:
- Le Bourget.